# Popieluszko. La libertad está en nosotros
Popieluszko. La libertad está en nosotros es una película dramática polaca del año 2009 dirigida por Rafał Wieczyński. Trata sobre la vida y muerte del padre Jerzy Popiełuszko, uno de los principales baluartes del sindicato polaco Solidaridad, quien fue asesinado en 1984 por la agencia de inteligencia de la dictadura comunista. También muestra la situación política polaca de la década de 1980.
El rodaje de esta película se desarrolló durante siete meses en catorce ciudades de Polonia y contó con la participación de más de 7000 actores y extras.
En España fue estrenada en 2012 y fue candidata a los premios Goya en la categoría de mejor película europea.

## Elenco
- Adam Woronowicz como Jerzy Popiełuszko.
- Marek Frąckowiak como sacerdote Teofil Bogucki.
- Zbigniew Zamachowski como Ireneusz.
- Radosław Pazura como Piotr.
- Joanna Szczepkowska como Roma Parandowska-Szczepkowska.
- Maja Komorowska como Maja.
- Marta Lipińska como Janina.
- Władysław Kowalski como profesor de física.
- Leon Łochowski como Lucjan.
- Jan Englert como profesor.
- Krzysztof Kolberger como canciller sacerdote.
- Kazimierz Kaczor como Łaniecki.
- Martyna Peszko como Marysia.
- Beata Fido como hermana Krystyna.
- Cezary Rybiński como Mieczysław.
- Wojciech Solarz como Florian.
- Piotr Ligienza como Witek.
- Marek Sawicki como Zygmunt.
- Klaudia Halejcio como Kaśka.
- Józef Glemp aparece como él mismo.
- Daniel Daszkiewicz como Tomek.
- Sławomir Zapała como joven policía.
- Robert Rogalski como sacerdote Kazimierz Jancarz.
- Jacek Rozenek como Grzegorz Piotrowski.
- Piotr Duda como Waldemar Chmielewski.
- Sebastian Domagała como Leszek Pękala.
- Marcin Klejno como Jerzy Popiełuszko en su infancia.
- Joanna Jeżewska como Barbara Sadowska, madre de Grzegorz Przemyk.
- Antoni Królikowski como Grzegorz Przemyk.
- Mateusz Grydlik como Franek.
- Jacek Pasternak como colega de Grzegorz Przemyk.
- Kazimierz Kiepke como Lech Wałęsa.
- Anna Gzyra como (estudiante de medicina) participante en la misa celebrada por Jerzy Popiełuszko.
- Jacek Mikołajczak como sacerdote Jerzy Osiński.
- Michał Rolnicki como Hubert.
- Tomasz Marzecki como voz en Radio Free Europe.
- Jan Kozaczuk como vicario.
- Artur Balczyński como Władysław Popiełuszko, padre de Jerzy en su juventud.
- Magdalena Kacprzak como pintora Dorota.
- Michał Szewczyk como Zbigniew Herbert.
- Marek Richter como Waldemar Chrostowski.
- Adam Siemion como ladrón preso.
- Robert Czebotar como agente.
- Aleksander Mikołajczak, sacerdote Georg Hussler de Caritas de Alemania.
- Arkadiusz Bazak como arzobispo Bronisław Dąbrowski.
- Artur Janusiak como agente.